# Seznam neapolských místokrálů

Znak Neapolského království

Poloha Neapolského království na mapce Itálie

Toto je seznam neapolských místokrálů, kteří spravovali území Neapolského království v letech 1501–1734.

## Historie
Území Neapolského království bylo v roce 1501 dobyto vojskem francouzského krále Ludvíka XII. během italských válek. Neapol se tak dostala pod cizí nadvládu, nejprve panovníků francouzských, poté aragonských a španělských a nakonec rakouských arcivévodů z habsburské dynastie. Jelikož se všechna ústředí nadvlády nacházela daleko od samotné Neapole, bylo toto království spravováno prostřednictvím jmenovaných zástupců – místokrálů.

## Seznam neapolských místokrálů

### Francouzští místokrálové (1501–1504)
| Jméno                               | vláda     | poznámky                                                     |
| ----------------------------------- | --------- | ------------------------------------------------------------ |
| Ludvík d'Armagnac, vévoda z Nemours | 1501–1503 | místokrál za panování Ludvíka XII. Padl v bitvě u Cerignoly. |
| Ludvík II. markýz ze Saluzza        | 1503–1504 | místokrál neapolský za panování Ludvíka XII.                 |

### Španělští místokrálové (1504–1707)
| Jméno                                                              | doba vlády                    | poznámky |
| ------------------------------------------------------------------ | ----------------------------- | --- |
| Gonzalo Fernández z Cordoby (1453–1515)                            | 1504–1507                     | místokrál za panování Ferdinanda II. Aragonského. |
| Juan de Aragón y de Jonqueras, 2. hrabě z Ribagorza                | 1507–1509                     | |
| Antonio de Guevara                                                 | 1509                          | místokrál za panování Ferdinanda II. |
| Ramón de Cardona                                                   | 1509–1522                     | místokrál sicilský za panování Ferdinanda II., místokrál neapolský, (1509–1522) |
| Karel de Lannoy                                                    | 1522–1527                     | místokrál za panování Karla I. |
| Hugo z Moncada                                                     | 1527 – květen 1528            | místokrál sicilský, 1509–1517, za vlády krále Ferdinanda II., místokrál neapolský, 1527–1528, za vlády Karla V. |
| Philibert z Châlon                                                 | 1528–3. srpné 1530            | místokrál za panování Karla I. |
| Kardinál Pompeo Colonna                                            | 1530–1532                     | místokrál za panování Karla I. |
| Pedro Álvarez de Toledo                                            | 1532–1553                     | místokrál za panování Karla I. |
| Luis Álvarez de Toledo y Osorio                                    | únor – květen 1553            | Generálporučík v době panování Karla I. Nastoupil po svém otci Pedrovi, jenž z úřadu odstoupil ze zdravotních důvodů. |
| Kardinál Pedro Pacheco Ladrón de Guevara                           | 1553–1556                     | místokrál za panování králů Karla I. a Filipa II. |
| Fernando Álvarez de Toledo                                         | 1556–1558                     | Guvernér Milánského vévodství, 1555–1556, místokrál neapolský 1556 – 1557 za vlády Filipa II. |
| Juan Fernandez Manrique de Lara                                    | 6. červen – 10. říjen 1558    | místokrál katalánský, 1543–1554, za vlády Karla V., místokrál neapolský, červen to říjen 1558, za panování Filipa II. |
| Pedro Afán de Ribera                                               | 1559–1571                     | místokrál katalánský, 1554–1558, místokrál neapolský 1559–1571, za panování Filipa II. |
| Kardinál Antoine Perrenot de Granvelle                             | 1571–1575                     | místokrál za panování Filipa II. |
| Íñigo López de Mendoza y Mendoza                                   | 1575–1579                     | místokrál valencijský, 1572–1575, místokrál neapolský za panování Filipa II. |
| Juan de Zúñiga y Requesens                                         | 1579–1582                     | místokrál za panování Filipa II. |
| Pedro Girón, 1. vévoda z Osuny                                     | 1582–1586                     | místokrál neapolský za panování Filipa II. |
| Juan de Zúñiga y Avellaneda                                        | 1586–1595                     | místokrál za panování Filipa II. Též místokrál katalánský, 1583–1586 a 1. vévoda z Peñaranda de Duero. |
| Enrique de Guzmán, 2. hrabě z Olivares                             | 1595–1598                     | |
| Fernando Ruiz de Castro Andrade y Portugal                         | 1599–1601                     | místokrál za panování Filipa III. |
| Francisco Ruiz de Castro                                           | 1601–1603                     | místokrál neapolský 1601–1603. |
| Juan Alonso Pimentel de Herrera, 5. vévoda z Benavente             | 1603–1610                     | místokrál valencijský, 1598–1602, místokrál neapolský, 1603–1610, za panování Filipa III. |
| Pedro Fernández de Castro Andrade y Portugal                       | 1610–1616                     | místokrál za panování Filipa III. |
| Pedro Téllez-Girón, 3. vévoda z Osuny                              | 1616–1620                     | místokrál za panování Filipa III. |
| Kardinál Gaspar de Borja y Velasco                                 | červen – prosinec 1620        | arcibiskup sevillský, únor 1632 – leden 1645, arcibiskup toledský 1645, generálporučík neapolský za panování Filipa III. |
| Kardinál Antonio Zapata y Cisneros                                 | prosinec 1620 – prosinec 1622 | místokrál neapolský, prosinec 1620 – prosinec 1622, velký inkvizitor Španělska, 1627–1632. Generálporučík za panování králů Filipa III. a Filipa IV. |
| Antonio Álvarez de Toledo, 5. vévoda z Alby                        | 1622–1629                     | rytíř Řádu zlatého rouna, 1599 místokrál za panování Filipa IV. |
| Fernando Afán de Ribera y Téllez-Girón                             | 1629–1631                     | místokrál neapolský, 1629–1631 za panování Filipa IV. |
| Manuel de Acevedo y Zúñiga                                         | 1631–1637                     | místokrál za panování Filipa IV. |
| Ramiro Núñez de Guzmán                                             | 1637–1644                     | místokrál za panování Filipa IV. Od roku 1625 byl zetěm španělského ministra Gaspara de Guzmán, vévody z Olivares |
| Juan Alfonso Enríquez de Cabrera                                   | 1644–1646                     | místokrál sicilský, 1641–1644, místokrál neapolský, květen 1644 – 1646, za panování Filipa IV. |
| Rodrigo Ponce de León, 4. vévoda z Arcos                           | 1646–1648                     | místokrál valencijský, 1642–1645. Za jeho vlády vypukla Masaniellova vzpoura "Neapolské republiky" |
| Jan Josef Rakouský                                                 | leden 1648 – březen 1648      | místokrál za panování Filipa IV., jeho levoboček, byl vyslán do Neapole, aby potlačil povstání |
| Íñigo Vélez de Guevara, 8. hrabě z Oñate                           | 1648–1653                     | Prezident imperiální poštovního úřadu, místokrál neapolský, (1637–1644), za panování Filipa IV. |
| García de Haro-Sotomayor y Guzmán                                  | 1654–1659                     | Předsedající italské rady, místokrál za panování Filipa IV. |
| Gaspar de Bracamonte, 3. hrabě z Peñarandy                         | 1659–1664                     | místokrál za panování Filipa IV. |
| Kardinál Paskal Aragonský                                          | 1664–1666                     | místokrál za panování králů Filipa IV. a Karla II. |
| Pedro Antonio de Aragón                                            | 1666–1671                     | místokrál za panování Karla II. |
| Fadrique Alvarez de Toledo y Ponce de León                         | 1671–1672                     | místokrál neapolský, 1671–1672, místokrál sicilský, 1673–1676, generálporučík za panování Karla II., rytíř řádu Svatého Ducha ve Francii, 1703. |
| Antonio Pedro Sancho Dávila y Osorio                               | 1672–1675                     | místokrál za panování Karla II. |
| Fernando Joaquín Fajardo de Requeséns y Zúñiga, markýz z Los Velez | 1675–1683                     | místokrál za panování Karla II. |
| Gaspar Méndez de Haro, 7. markýz z Carpio                          | 1683–1687                     | místokrál za panování Karla II. |
| Francisco de Benavides                                             | 1687–1696                     | místokrál za panování Karla II. |
| Luis Francisco de la Cerda y Aragón                                | 1696–1702                     | místokrál za panování králů Karla II. a Filipa V. |
| Juan Manuel Fernández Pacheco, 8. markýz z Villeny                 | 1702–1707                     | místokrál navarrský, 1691–1692, místokrál aragonský, 1693, místokrál katalánský, 1693–1694, místokrál sicilský, 1701–1702, místokrál neapolský, 1700–1707, 1. direktor Španělské královské akademie, 1713–1725, rytíř Řádu zlatého rouna, 1687. místokrál za panování Filipa V. někdy po roce 1701. |

### Rakouští místokrálové (1707–1721)
| Jméno                                     | doba vlády               | poznámky |
| ----------------------------------------- | ------------------------ | --- |
| Jiří Adam II. Bořita hrabě z Martinic     | červenec – říjen 1707    | místokrál za panování Josefa I. |
| Wirich Filip z Daunu                      | 1707–1708 (první období) | 1724: guvernér Rakouského Nizozemska, dříve španělského Nizozemska, milánský guvernér, 1728–1733. místokrál neapolský za panování císaře Leopold I. |
| Kardinál Vincenzo Grimani                 | 1708–1710                | místokrál za panování císaře Josefa I. |
| Carlo Borromeo Arese                      | 1710–1713                | místokrál za panování císařů Josef I. a Karla VI.                                                                                                   |
| Wirich Filip z Daunu                      | 1713–1719 (druhé období) | místokrál za vlády císaře Karla VI. |
| Jan Václav hrabě z Gallasu                | červenec 1719            | místokrál za vlády císaře Karla VI. |
| Wolfgang Hannibal hrabě ze Schrattenbachu | 1719–1721                | místokrál za vlády císaře Karla VI. |

### Rakouští místokrálové neapolsko-sicilští (1721–1734)
| Jméno                                           | vláda                    | poznámky                                                                                        |
| ----------------------------------------------- | ------------------------ | ----------------------------------------------------------------------------------------------- |
| Marcantonio Borghese, 3. kníže ze Sulmony       | 1721–1722                | místokrál neapolský za vlády císaře Karla VI.                                                   |
| Kardinál Michal Bedřich z Althanu               | 1722–1728                | místokrál za vlády císaře Karel VI. V roce 1723 vypukly v Neapoli protirakouské nepokoje.       |
| Joaquín Fernández de Portocarrero               | červenec – prosinec 1728 | místokrál neapolský a zároveň místokrál sicilský, 1722–1728, za vlády císaře Karla VI.          |
| Alois Tomáš Raimund hrabě z Harrachu            | 1728–1733                | místokrál za vlády císaře Karla VI.                                                             |
| Giulio Visconti Borromeo Arese, hrabě z Brebbie | 1733–1734                | V roce 1707 mu král Filip V. udělil titul granda 2. stupně. Místokrál za vlády císaře Karla VI. |